# Canker Beck
Der Canker Beck ist ein Wasserlauf im Lake District, Cumbria, England. Er entsteht nordöstlich von Hawkshead aus zwei unbenannten kurzen Zuflüssen und fließt in südlicher Richtung bis zu seiner Mündung in den Black Beck am östlichen Rand von Hawkshead.